# Dienstplicht in Turkije

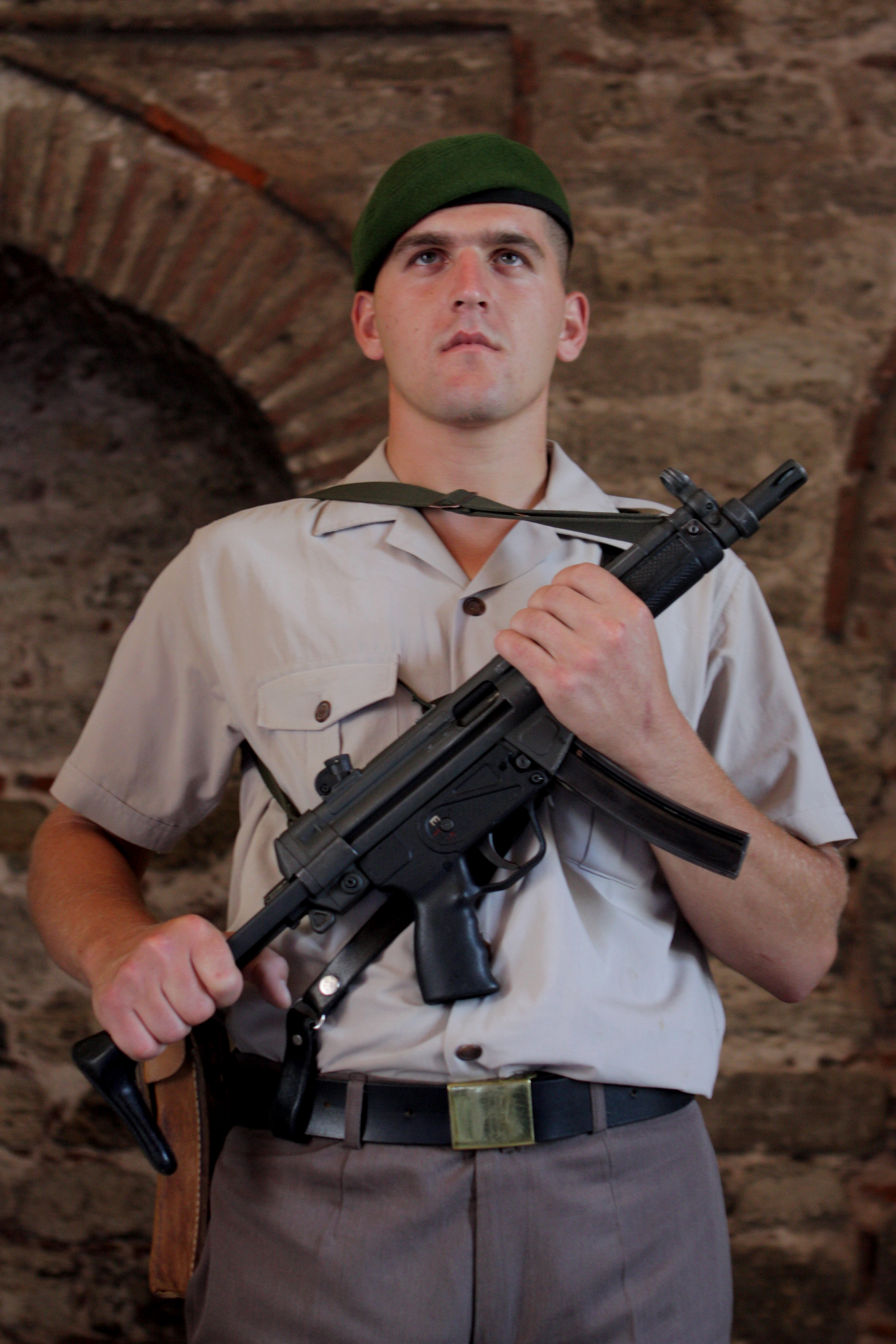
Een Turkse dienstplichtige bewaker in het Topkapı-paleis in Istanbul

In Turkije is de militaire dienstplicht van toepassing op alle mannelijke burgers van 20 tot 41 jaar. Voor Turken in buitenland gelden er andere regels. Voor Turken met dubbele nationaliteit vervalt de dienstplicht als men al in dienst is geweest in het leger van ander land. Vrouwen zijn niet dienstplichtig en kunnen vrijwillig in het Turkse leger dienen.
Dienstplichtigen kunnen in alle onderdelen van de Turkse strijdkrachten tewerkgesteld worden, behalve bij gevechtshandelingen of actieve conflicten. Zo worden bijvoorbeeld bij operaties van Turkije tegen de PKK alleen beroepsmilitairen ingezet.

## Wetgeving
De dienstplichtwet werd in 1919 ingevoerd en is sindsdien van kracht gebleven. De duur van de dienstplicht is echter in de loop van de tijd steeds korter geworden. De regels en procedures voor de dienstplicht staan vermeld in de Wet op de Militaire Dienst in overeenstemming met artikel 72 van de Turkse grondwet.   In ministeriële circulaires zijn de regels en procedures vastgelegd voor vrijstelling van militaire dienst in ruil voor een financiële bijdrage of een andere vorm van compensatie, en het ontslag uit militaire dienst in ruil voor het werken in andere overheidsinstanties.
In de artikelen 2, 25 en 26 van de Turkse Wet op de Militaire Dienst is vastgelegd dat iedere man in Turkije dienstplichtig is en zich moet laten registeren vanaf 1 januari van het jaar waarin hij twintig wordt. De militaire dienstplicht geldt niet voor vrouwen. Een dienstplichtige man is dienstplichtig tot 1 januari van het jaar waarin hij 41 wordt. In het geval van mobilisatie kunnen mannen opgeroepen worden voor militaire dienst tot hun vijfenzestigste jaar. Turkse mannen die legaal in het buitenland verblijven zijn dienstplichtig vanaf het jaar waarin zij negentien worden, tot het einde van het jaar waarin zij 38 worden. Mannen die vrijwillig in de strijdkrachten dienst nemen, kunnen dat doen vanaf hun achttiende levensjaar. Turkse vrouwen kunnen vrijwillig in het Turkse leger dienen als onderofficier of officier en zijn in dat geval tot hun eenenveertigste levensjaar oproepbaar als reservist. Tot 2014 bedroeg de normale dienstplichtperiode vijftien maanden. Daarna werd de maximale dienstplichtperiode verkort tot twaalf maanden. In het dienstplichtsysteem zoals gehanteerd tot de wetswijziging van 26 juni 2019 zijn er verschillende varianten. Voor personen met twee jaar beroepsopleiding of een laag opleidingsniveau geldt de maximale dienstplichtperiode van twaalf maanden. Voor dienstplichtigen met vier jaar middelbare school en hoger geschoolden gelden twee varianten: of twaalf maanden als officier (Derde Luitenant), of een verkorte dienstplicht van zes maanden als onderofficier. 

## Registratie en keuring
Elk jaar worden ongeveer 300.000 mannen in de leeftijd van twintig jaar opgeroepen voor militaire dienst. Volgens gegevens van de Turkse overheid uit 2018 hebben in totaal 1,9 miljoen jonge mannen uitstel gekregen van militaire dienst vanwege hun studie. Drie miljoen andere mannen hebben uitstel gevraagd om andere redenen. Ongeveer 650.000 mannen worden door de Turkse overheid beschouwd als ontduikers van de militaire dienst en zijn daarmee in overtreding van de wet. Een uitzondering vormde 2017, het jaar na de couppoging, toen de Turkse overheid geen nieuwe dienstplichtigen opriep zich te registreren. In dat jaar werden ook geen beroepsmilitairen aangenomen.

### Oproepsystematiek
Het ministerie van Nationale Defensie verspreidt de oproep tot dienstplicht via de Turkse staatsradio en -televisie. Iedereen die dat jaar voor het eerst dienstplichtig is wordt opgeroepen, samen met degenen die het jaar ervoor een tijdelijke vrijstelling of uitstel ontvingen. Dienstplichtigen ontvangen voor de registratie geen persoonlijke oproep. Iedereen die zijn dienstplicht heeft vervuld blijft reservist tot aan de beschreven bovengrens. Men wordt verwacht aan de oproep gehoor te geven door zich met de noodzakelijke documenten te presenteren bij een van de militaire registratiekantoren, of in geval men in het buitenland woont, bij het Turkse consulaat of de ambassade.
Indien een persoon niet heeft gereageerd op de algemene oproep om zich te laten registreren en keuren voor militaire dienst, sturen de militaire autoriteiten een oproep naar het adres van de betreffende persoon met de mededeling dat betrokkene zich alsnog moet melden bij de militaire autoriteiten om de relevante procedures af te ronden. Als de registratie en keuring van betrokkene nog altijd niet heeft plaatsgevonden op het moment dat de andere dienstplichtigen uit datzelfde jaar moeten aantreden is er sprake van een delict. Op het moment dat dienstplichtontduiking wordt geconstateerd, worden de persoonsgegevens van betrokkene via de militaire autoriteiten doorgestuurd aan politie en/of gendarmerie. Zij proberen betrokkene vervolgens op te sporen. In de regel wordt men bij aanhouding naar het militaire registratiekantoor gebracht, waarna, eventueel na betaling van een boete als er sprake is van een delict, men alsnog moet dienen. In Turkije wordt het concept van gewetensbezwaar niet ingewilligd; degenen die op basis hiervan de dienstplicht weigeren, worden derhalve behandeld als dienstplichtweigeraars. De informatie uit het arrestatiebevel wordt opgenomen in het algemene Informatieverzamelingssysteem (Genel Bilgi Toplama Sistemi).

### Keuring
Bij de keuring worden gezondheidstoestand, opleidingsniveau, speciale vaardigheden zoals talenkennis en beroep van de dienstplichtige geïnventariseerd. Het militair registratiekantoor verstuurt aan de dienstplichtige een schriftelijke kennisgeving dat men bij het kantoor informatie over de opkomst kan ophalen. Die informatie over de opkomst kan een dienstplichtige tegenwoordig ook digitaal opzoeken.

### Documenten
In de wetgeving wordt geen melding gemaakt van het specifieke moment waarop bepaalde documenten gerelateerd aan de opkomst worden verstrekt aan dienstplichtigen. De enige verwijzing is dat tijdens de dienstplicht een militair identiteitsbewijs (askerlik cüzdanı) zal worden versterkt. Bekend is dat nadat iemand voor militaire dienst is goedgekeurd, hij van het militaire registratiekantoor een schriftelijke kennisgeving ontvangt waarin staat dat hij de documenten betreffende zijn registratie en opkomst op dat kantoor kan komen ophalen. In deze documenten staat ook aan welke eenheid men is toegewezen en bij welk opleidingscentrum men zich moet melden voor de militaire basisopleiding. Het militaire identiteitsbewijs is het officiële identiteitsbewijs voor leden van de Turkse strijdkrachten. Leden van de strijdkrachten zijn verplicht om altijd hun militaire identiteitsbewijs bij zich te dragen, ook als ze burgerkleding aan hebben. Dienstplichtigen ontvangen de militaire identiteitsbewijs tijdens aan het begin van de vervulling van hun militaire dienstplicht.
Het algemene Informatieverzamelingssysteem is gekoppeld aan de instanties die paspoorten afgegeven maar ook aan bijvoorbeeld politiedatabestanden. Hierdoor kunnen dienstplichtontduikers en deserteurs in verschillende situaties aangehouden worden zoals bijvoorbeeld aan de grens of bij verkeerscontroles. Een constitutioneel amendement uit 2010 schiep de mogelijkheid voor dienstplichtigen om legaal uit te reizen. De strekking is dat de vrijheid van Turkse onderdanen om het land te verlaten, slechts mag worden ingeperkt op basis van de beslissing van een rechtbank, naar aanleiding van een crimineel onderzoek of strafrechtelijke vervolging. Als hierbij de Turkse nationaliteit wordt verloren, wordt ook het burgerschap verloren en kan men niet in het leger dienen.

## Opkomst en plaatsing

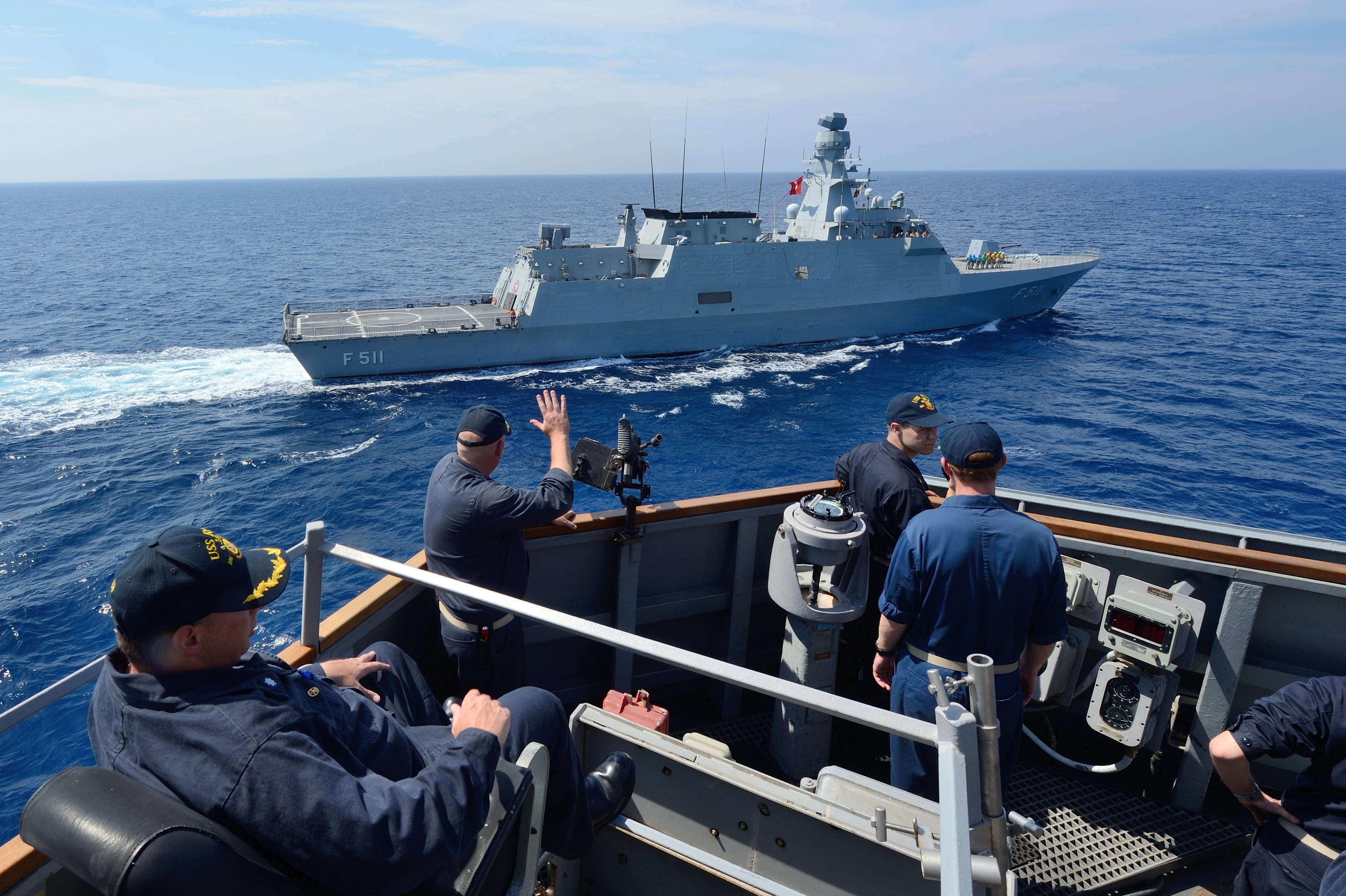
Turkse marine

Het directoraat-generaal van de Drafting Services (ASAL) van het ministerie van Defensie is verantwoordelijk voor de planning van de inzet van dienstplichtigen. Er is geen beleid of regelgeving op grond waarvan jongere broers hun militaire dienstplicht moeten vervullen in gebieden waar oudere broers niet eerder hebben gediend. De informatie over de opkomst zoals locatie en datum kan door de dienstplichtige worden ingezien in de militaire districtsregistratiekantoren, en kan tegenwoordig ook door de dienstplichtige worden opgevraagd via het online overheidswebsite e-Devlet. Dienstplichtigen kunnen enkel op grond van gezondheidsklachten bezwaar maken tegen hun plaatsing.

### Inzet van dienstplichtigen in gewapende conflicten
De Turkse wetgeving maakt geen onderscheid tussen personen van verschillende etniciteit of religie. Dit geldt ook voor de regels rondom de dienstplicht en rekrutering. Het is dus bijvoorbeeld mogelijk dat een Turkse dienstplichtige van Koerdische origine wordt ingezet in een provincie waar de meerderheid van de bevolking Koerdisch is. Het leger is enkele jaren geleden gestopt met de inzet van dienstplichtigen bij gevechtshandelingen. De militaire operaties worden enkel uitgevoerd door beroepsmilitairen, zowel in het zuidoosten van Turkije als in Irak en Syrië. Waar dit nog wel het geval kon zijn in de jaren 1990 en vroege jaren 2000, worden dienstplichtigen tegenwoordig niet meer ingezet in actieve conflicten of bij militaire operaties, inclusief contra-terrorisme operaties.

### Onderdelen van de Turkse militaire organisatie
De Turkse strijdkrachten (TSK) bestaan uit de landmacht (Türk Kara Kuvvetleri), de marine (Türk Deniz Kuvvetleri; waaronder de marine luchtmacht en infanterie) en de luchtmacht (Türk Hava Kuvvetleri). Turkije heeft na de Verenigde Staten het grootste staande leger van de NAVO met naar schatting meer dan 615.000 personen in actieve dienst of als reservist. Sinds het einde van de jaren negentig is het aandeel van de beroepsmilitairen en beroepskrachten binnen de strijdkrachten sterk toegenomen tot ongeveer vijftig procent van het totaal aan manschappen in actieve dienst. Dienstplichtigen worden in alle onderdelen van de TSK tewerkgesteld, inclusief de gendarmerie en de kustwacht, echter niet bij elite-eenheden. Bij operaties tegen de PKK worden alleen beroepsmilitairen ingezet.
De landmacht is het grootste Turkse krijgsmachtonderdeel en bestond volgens uitspraken van de stafchef eind 2017 uit ongeveer 355.000 manschappen, onder wie ongeveer 197.000 dienstplichtigen.   
Een belangrijke oorzaak van de afname van het aandeel van de dienstplichtigen in de strijdkrachten is de mogelijkheid om de dienstplicht af te kopen.   De landmacht bestaat uit vier legers (ordu), te weten het Eerste Leger, gelegerd in Istanboel, het Tweede Leger, gelegerd in het zuidoosten met als hoofdkwartier Malatya, het Derde Leger, gelegerd in het noordoosten met als hoofdkwartier Erzincan en het Vierde Leger (ook wel bekend onder de naam Egeïsche Leger), gelegerd aan de westkust met als hoofdkwartier Izmir. Naast de strijdkrachten (TSK) die onder het ministerie van Defensie vallen, is er de gendarmerie. Dienstplichtigen kunnen ook bij de gendarmerie worden geplaatst. De gendarmerie (Jandarma Genel Komutanlığı) valt voor zover het training en opleiding betreft onder het ministerie van Defensie.

## Uitstel, vrijstelling en vervangende dienstplicht
De Turkse wet- en regelgeving maakt alleen een uitzondering op de dienstplicht voor degenen die ziek of gehandicapt zijn, alsmede voor dienstplichtigen van wie een broer in militaire dienst als gevolg van oorlogsgeweld is omgekomen. Daarnaast is het ook mogelijk om vrijstelling te krijgen als men aangeeft homoseksueel te zijn.

### Uitstel
Uitstel van militaire dienstplicht kan worden verkregen op basis van wet 1111, artikel 35:
- Op verzoek wegens onmisbaarheid als men werkt voor de overheid, (defensie)industrie, of als sport professional (artikel 35 e);
- Indien men nog studeert, in dat geval vragen universiteiten standaard uitstel aan voor hun studenten (artikel 35 f);
- Bij werk in het buitenland (artikel 35 g);
- Bij slechte gezondheid (met doktersverklaring).[5]

Men kan ook uitstel van dienstplicht aanvragen vanwege het feit dat men vastzit in detentie. In de regel wordt uitstel aangevraagd voor één jaar, dat op vertoon van de juiste documenten met een jaar kan worden verlengd.  De Turkse Wet op de Militaire Dienst staat toe dat voor militaire dienst oproepbare studenten eerst hun universitaire opleiding (tot het jaar waarin men dertig wordt) of postdoctorale opleiding en onderzoek (tot het jaar waarin men 36 wordt) mogen afmaken. Afhankelijk van de situatie moet de persoon die uitstel aanvraagt bewijsmateriaal aanleveren bij het militaire districtsregistratiekantoor dat de uitstelaanvraag beoordeelt. Dit gaat bijvoorbeeld om medische rapporten, documenten van de onderwijsinstelling, of een document dat de redenen voor detentie uiteenzet. Deze documenten vormen de basis voor het goedkeuren dan wel afwijzen van de uitstelaanvraag.
Turken in het buitenland die om medische redenen niet kunnen deelnemen aan de dienstplicht, moeten een medisch onderzoek laten doen bij een ziekenhuis dat wordt erkend door het Turkse consulaat of de ambassade. Het door een consulaat of ambassade goedgekeurde rapport van de medische evaluatie wordt gedeeld met het ministerie van Defensie, dat over de individuele gevallen besluit. In het geval van bezwaar tegen deze beslissing, kan een volgend medisch onderzoek worden uitgevoerd in een militair ziekenhuis in het betreffende land. Personen die uitstel van de dienstplicht hebben gekregen, ontvangen van het militaire registratiekantoor hierover een schriftelijke verklaring.

### Vrijstelling
De Wet op de Militaire Dienst zet uiteen dat personen die fysiek of mentaal niet geschikt zijn voor militaire dienst een vrijstelling kunnen krijgen van de dienstplicht. Om deze vrijstelling te krijgen moet men een medisch rapport overleggen dat is opgesteld door een hiervoor door de Turkse overheid aangewezen ziekenhuis. In het geval van niet-volledige afkeuring vanwege de fysieke gesteldheid, zal de persoon iedere twee jaar hernieuwde controles moeten laten uitvoeren tijdens de periode dat hij dienstplichtig is, om te verzekeren dat hij nog altijd ongeschikt is om op te komen.
Dienstplichtige broers van dienstplichtigen die zijn gesneuveld in de strijd krijgen automatisch een vrijstelling van de dienstplicht. Datzelfde geldt voor broers en zonen van dienstplichtigen die sneuvelen door een terroristische aanval tijdens hun militaire dienst. In 2017 is een vergelijkbare vrijstelling ingevoerd voor de kinderen en broers van dienstplichtigen die sneuvelden tijdens de couppoging van 2016. Turkse staatsburgers die hun staatsburgerschap hebben verkregen via naturalisatie en die hun militaire dienst in hun land van herkomst hebben vervuld, kunnen op aanvraag vrijstelling krijgen van de Turkse dienstplicht. Het is ook mogelijk om vrijstelling te krijgen van de dienstplicht door te melden dat men homoseksueel is.
In 2017 was tijdelijke uitzondering op de militaire dienstplicht mogelijk voor mannelijke rechters en officieren van justitie tot 35 jaar. Deze tijdelijke uitzonderingsregeling was bedoeld om sneller de vele vacatures in de rechtspraak op te kunnen vullen, die het resultaat waren van de ontslagen van de nasleep van de couppoging.

### Afkoop
Turkije kent een afkoopregeling voor militaire dienst. De voorlaatste wet op de afkoopregeling van militaire dienstplicht werd aangenomen op 27 juli 2018. Deze afkoopregeling bood Turkse onderdanen die zijn geboren voor 1 januari 1994 en in bezit zijn van een universitair diploma de mogelijkheid om hun dienstplicht af te kopen voor de som van 15.000 TL (ongeveer EUR 2.450). Na afkoop resteert een militaire training van 21 dagen. Turkse dienstplichtigen konden zich tot 3 november 2018 melden om in aanmerking te komen voor deze afkoopregeling. Begin september 2018 meldde het Turkse persbureau Anadolu dat al 450.000 mannen zich gemeld hadden voor deze afkoopregeling met verkorte dienstplicht.
Op 25 juni 2019 ging het Turkse parlement akkoord met het voorstel van de regering tot een aanpassing van de wet op de militaire dienst. De dienstplicht wordt teruggebracht van twaalf maanden naar zes maanden voor soldaten en onderofficieren. Reserveofficieren blijven twaalf maanden in dienst. Alle Turkse dienstplichtigen verblijvend in Turkije dienen een militaire basistraining van één maand te volgen. Na die maand kan een dienstplichtige een ontheffing krijgen voor de resterende dienstplicht door betaling van TL 31.000 (ongeveer EUR 5.000). Na zes maanden militaire dienst kan een dienstplichtige, indien geschikt bevonden, nog zes maanden in betaalde militaire dienst gaan voor een salaris van TL 2.000 (ongeveer EUR 340) per maand. Soldaten die die zes maanden betaalde militaire dienst in het zuidoosten of oosten vervullen zoals in Gaziantep, Şırnak en Hakkâri ontvangen een extra bedrag van 1.000 TL per maand. Bovengenoemde bedragen in TL kunnen halfjaarlijks worden aangepast in verband met inflatie. Dienstplichtigen verblijvend in het buitenland hoeven na afkoop van hun dienstplicht, geen militaire training van een maand te volgen. Wel dienen zij voorafgaand aan de afkoop van de militaire dienst een online cursus te volgen van het Turkse ministerie van Defensie.

### Gewetensbezwaren en vervangende dienstplicht
Vergelijkbaar met Israël en Zuid-Korea, erkent Turkije niet het recht op gewetensbezwaren voor dienstplichtigen (vicdani retçi). Er is geen mogelijkheid binnen de Turkse wetgeving tot ontheffing van militaire dienstplicht wegens gewetensbezwaren, waaronder bezwaren vanwege religieuze redenen. Dienstweigeren is in Turkije een misdrijf. Turkije kent geen vervangende dienstplicht.

## Onttrekking aan de dienstplicht
In de Wet op de Militaire Dienst wordt onderscheid gemaakt tussen drie soorten
onttrekking aan dienstplicht (asker kaçakçılıǧı): 
- Onttrekking aan de registratie of keuring (yoklama kaçakçılığı)
- Onttrekking aan de opkomst (bakaya),
- Desertie (firar).

Onttrekking aan de registratie en aan de opkomst wordt beschouwd als dienstplichtweigering en is wettelijk strafbaar. In de praktijk leggen de Turkse autoriteiten vaak een lichtere straf op dan de zwaarst mogelijke maatregel van gevangenisstraf. Het European Bureau for Conscientious Objection (EBCO) geeft aan dat tegenwoordig in Turkije dienstweigeraars niet gedetineerd worden wegens hun weigering om militaire dienstplicht te vervullen. In plaats hiervan wordt een boete opgelegd. Zolang sprake blijft van dienstweigering lopen betrokkenen de kans opnieuw een boete opgelegd te krijgen en wettelijk bezien blijft er de mogelijkheid om een gevangenisstraf opgelegd te krijgen. In het Turkse Wetboek van Militair Strafrecht (artikel 63) wordt het systeem van straffen voor dienstplichtweigering uiteengezet. Indien een dienstplichtige zich nog altijd niet heeft geregistreerd en/of laten keuren voor de opkomstdatum van degenen die in hetzelfde jaar zijn opgeroepen, is sprake van een delict. Het artikel maakt onderscheid tussen mensen die zichzelf melden en mensen die aangehouden worden. Mensen die zichzelf binnen zeven dagen melden kunnen maximaal een maand gevangenisstraf krijgen, terwijl mensen die binnen zeven dagen aangehouden worden kunnen maximaal een gevangenisstraf van drie maanden krijgen.
Artikel 50 en 51 van het Turkse Wetboek van Militair Strafrecht geven aan dat de rechter gevangenisstraffen onder één jaar mag omzetten in een boete. Daarnaast mogen gevangenisstraffen onder de twee jaar door een rechter voorwaardelijk worden opgeschort. Bij desertie gelden er hogere straffen voor zowel dienstplichtigen als beroepsmilitairen.